# 高梨欣也
高梨 欣也（たかなし きんや 1935年12月12日 - ）は、毎日放送元アナウンサーで大阪芸術大学放送学科講師。フリーアナウンサー、ナレーター。神奈川県大和市出身。愛称は「欣ちゃん」

## 来歴・人物
早稲田大学卒業後の1958年、新日本放送（毎日放送の前身）にアナウンサーとして入社。ニュース・報道番組などを担当した。この間、1969年から2年間、北米支局（ニューヨーク）で勤務した。
1992年にアナウンサー室長になり、1995年定年後も主幹の肩書きで嘱託として在籍。1997年12月、嘱託期間満了に伴い39年間務めた毎日放送を退職した。退職後は大阪芸術大学の放送学科の教授になり、後に講師になり後進の指導を行っている。また、各地の講演会で講演も行っているが、年に数回、MBSの番組に出演する事もある。また朗読CDをリリースしている。

## 出演した番組

### テレビ
- MBSニュース（随時）
- 映像（80・90）（ナレーター）
- きんきに拍手（ナレーター）
- 近畿は美しく（ナレーター）
- あどりぶランド
- きらめきワイド（「不思議探検ミステリーツアー」コーナーのナレーター）

以下の番組では、夏季限定企画「心霊写真を暴く」でナレーションを担当。

- ワイドYOU
- ごきげん2時

### ラジオ
- 毎日ニュース→MBSニュース（随時）
- こども音楽コンクール（番組初の男性司会者として1964 - 1966年に担当）
- ダイハツ歌のヘリコプター
- ニッケコンサート
- 毎日ワイドニュース（平日18:00 - 18:30）
- やる気満々高梨欣也です（1979年10月8日 - 1981年8月）
- MBSイブニングレーダー（ニュースキャスター）

### その他
- MBSラジオのコールサイン告知（1986年秋ごろまで）
- MBSラジオの演劇等の案内CM

## CD
- CD耳で聞くＤ．カーネギー人を動かす（朗読）